# San Francisco de Coray (kommun)
San Francisco de Coray är en kommun i Honduras.   Den ligger i departementet Departamento de Valle, i den sydvästra delen av landet, 60 km sydväst om huvudstaden Tegucigalpa. Antalet invånare är 8 551.